# Liste der Monuments historiques in Prouvy
Die Liste der Monuments historiques in Prouvy führt die Monuments historiques in der französischen Gemeinde Prouvy auf.

## Liste der Objekte
| Bezeichnung | Beschreibung            | Standort                       | Kennzeichnung | Schutzstatus | Datum | Bild |
| ----------- | ----------------------- | ------------------------------ | ------------- | ------------ | ----- | ---- |
| Taufbecken  | Marmor, 18. Jahrhundert | in der Kirche St-Pierre (Lage) | PM59006283    | Inscrit      | 1986  |      |